# Countrywide Classic 2008 - Qualificazioni singolare
Le qualificazioni del singolare  del Countrywide Classic 2008 sono state un torneo di tennis preliminare per accedere alla fase finale della manifestazione. I vincitori dell'ultimo turno sono entrati di diritto nel tabellone principale. In caso di ritiro di uno o più giocatori aventi diritto a questi sono subentrati i lucky loser, ossia i giocatori che hanno perso nell'ultimo turno ma che avevano una classifica più alta rispetto agli altri partecipanti che avevano comunque perso nel turno finale.
Le qualificazioni del torneo Countrywide Classic  2008 prevedevano 16 partecipanti di cui 4 sono entrati nel tabellone principale.

## Teste di serie
1. Amer Delić (Qualificato)
2. Sam Warburg (Qualificato)
3. Andrej Golubev (Qualificato)
4. Dušan Vemić (ultimo turno)

1. Andrea Stoppini (Qualificato)
2. Jun Woong-sun (ultimo turno)
3. Lester Cook (primo turno)
4. Tim Smyczek (primo turno)

## Qualificati
1. Amer Delić
2. Sam Warburg

1. Andrej Golubev
2. Andrea Stoppini

## Tabellone

### Legenda
| - Q = Qualificato - WC = Wild card - LL = Lucky loser | - ALT = Alternate - SE = Special Exempt - PR = Protected Ranking | - w/o = Walkover - r = Ritirato - d = Squalificato |

### Sezione 1
|  | Primo turno | Primo turno   | Primo turno   | Primo turno | Primo turno |  |  | Ultimo turno | Ultimo turno  | Ultimo turno  | Ultimo turno | Ultimo turno |  |
|  |             |               |               |             |             |  |  |              |               |               |              |              |  |
|  | 1           | Amer Delić    | Amer Delić    | 6           | 6           |  |  |              |               |               |              |              |  |
|  |             | Ramón Delgado | Ramón Delgado | 2           | 4           |  |  | 1            | Amer Delić    | Amer Delić    | 6            | 6            |  |
|  | 6           | Jun Woong-sun | Jun Woong-sun | 6           | 6           |  |  | 6            | Jun Woong-sun | Jun Woong-sun | 4            | 3            |  |
|  |             | Rohan Bopanna | Rohan Bopanna | 4           | 2           |  |  |              |               |               |              |              |  |

### Sezione 2
|  | Primo turno | Primo turno  | Primo turno  | Primo turno | Primo turno |  |  | Ultimo turno | Ultimo turno | Ultimo turno | Ultimo turno | Ultimo turno |  |
|  |             |              |              |             |             |  |  |              |              |              |              |              |  |
|  | 2           | Sam Warburg  | Sam Warburg  | 7           | 6           |  |  |              |              |              |              |              |  |
|  |             | Cecil Mamiit | Cecil Mamiit | 6(0)        | 3           |  |  | 2            | Sam Warburg  | 6            | 1            | 6            |  |
|  |             | Tim Smyczek  | Tim Smyczek  | 6           | 7           |  |  |              | Tim Smyczek  | 1            | 6            | 3            |  |
|  | 8           | George Bastl | George Bastl | 4           | 5           |  |  |              |              |              |              |              |  |

### Sezione 3
|  | Primo turno | Primo turno    | Primo turno    | Primo turno | Primo turno |  |  | Ultimo turno | Ultimo turno   | Ultimo turno | Ultimo turno | Ultimo turno |  |
|  |             |                |                |             |             |  |  |              |                |              |              |              |  |
|  | 3           | Andrej Golubev | Andrej Golubev | 6           | 6           |  |  |              |                |              |              |              |  |
|  |             | Phillip King   | Phillip King   | 2           | 4           |  |  | 3            | Andrej Golubev | 4            | 7            | 6            |  |
|  |             | Lester Cook    | Lester Cook    | 6           | 6           |  |  |              | Lester Cook    | 6            | 64           | 2            |  |
|  | 7           | Artem Sitak    | Artem Sitak    | 3           | 3           |  |  |              |                |              |              |              |  |

### Sezione 4
|  | Primo turno | Primo turno     | Primo turno     | Primo turno | Primo turno |  |  | Ultimo turno | Ultimo turno    | Ultimo turno    | Ultimo turno | Ultimo turno |  |
|  |             |                 |                 |             |             |  |  |              |                 |                 |              |              |  |
|  | 4           | Dušan Vemić     | Dušan Vemić     | 7           | 6           |  |  |              |                 |                 |              |              |  |
|  |             | Michael McClune | Michael McClune | 6(0)        | 4           |  |  | 4            | Dušan Vemić     | Dušan Vemić     | 5            | 5            |  |
|  | 5           | Andrea Stoppini | Andrea Stoppini | 6           | 6           |  |  | 5            | Andrea Stoppini | Andrea Stoppini | 7            | 7            |  |
|  |             | Robert Yim      | Robert Yim      | 4           | 4           |  |  |              |                 |                 |              |              |  |